# Orthetrum poecilops
Orthetrum poecilops är en trollsländeart. Orthetrum poecilops ingår i släktet Orthetrum och familjen segeltrollsländor. IUCN kategoriserar arten globalt som sårbar.

## Underarter
Arten delas in i följande underarter:
- O. p. miyajimaense
- O. p. poecilops